# Група 239
Група 239 («За Радянську суверенну Україну») — комуністична фракція, що існувала у Верховній Раді І скликання (1990—1994) на противагу демократичній «Народній раді».
Названа так за кількістю депутатів, що спочатку до неї входили, хоча у різний час група нараховувала до 270 депутатів.

## Історія
За результатами перших конкурентних виборів до Верховної Ради УРСР у березні 1990 р. монобільшість під назвою «За Радянську суверенну Україну» була утворена комуністами — так звана «група 239» (за кількістю членів). Лідером був обраний народний депутат Олександр Мороз.
Формально комуністів було більше, але частина з них була у складі опозиції (Народної Ради або «Демократичної платформи в КПУ») і до складу «групи 239» не ввійшла. До складу Народної Ради (в основі якої був Рух) входило 125 осіб.
Таким чином, комуністи мали більшість і могли формувати комісії ВР (тодішня назва нинішніх комітетів) відповідно до своїх забаганок. Тим більше, що Головою ВР було обрано першого секретаря ЦК КПУ В.Івашка, який обіймав позиції жорсткіші за Л.Кравчука, тодішнього секретаря ЦК КПУ з ідеологічної роботи.
Члени фракції підтримали «Декларацію про державний суверенітет України», ухвалену 16 липня 1990 року, однак з більшості питань стояли на послідовно консервативних позиціях, протидіяли спробам декомунізації суспільного життя, обстоювали необхідність підписання нового союзного договору. Значною мірою підтримували спробу державного перевороту 19–21 серпня 1991 року та сприяли його здійсненню в Україні.
Від січня–лютого у Групі виявилися помітні розходження. Ортодоксальне крило на чолі з Станіславом Гуренком спільно з консервативною групою КПРС, намагалися зберегти СРСР нереформованим, тоді як «суверен-комуністи», які орієнтувалися на Голову Верховної Ради України Леоніда Кравчука і його заступника Івана Плюща, прагнули, не заявляючи відкрито про незалежність України, домогтися суттєвого розширення суверенітету.